# Городко, Анастасия Андреевна
Анастасия Андреевна Городко (род. 14 мая 2005 года, Усть-Каменогорск, Казахстан) — казахстанская фристайлистка, специализирующаяся в могуле, двукратный бронзовый призёр чемпионата мира 2021 и 2025 годов в параллельном могуле, участница зимних Олимпийских игр 2022.

## Биография
Могулом начала заниматься в 5 лет, первым тренером был Виктор Александрович Рейхерд. В 2021 году 15-летняя спортсменка завоевала бронзу в параллельном могуле на чемпионате мира, проходившем в Алматы.
В 2022 году приняла участие на зимних Олимпийских играх 2022 в Пекине в могуле. В первой квалификации Анастасия не смогла финишировать, во второй квалификации — заняла 11-е место, остановившись в шаге от финала (в финал проходили по 10 спортсменок с каждой квалификации).
В марте 2022 года на юниорском чемпионате мира, проходившем в Кьеза-ин-Вальмаленко (Италия), Анастасия завоевала золотую медаль в параллельном могуле и 2 «серебра»: в могуле и в командном параллельном могуле (в команде с Фёдором Бугаковым).
Через месяц после триумфа на юниорском чемпионате мира Анастасия, управляя мотоциклом, столкнулась с автомобилем на трассе в Восточно-Казахстанской области. В результате ДТП она получила открытый перелом бедра и несколько разорванных связок в голени. Первую, экстренную операцию сделали в Казахстане, две последующие — в Германии. Из-за травмы пропустила один сезон, но после года лечения и реабилитации вернулась в большой спорт. В апреле 2024 года на юниорском чемпионате мира в Кьеза-ин-Вальмаленко Анастасия Городко стала победительницей в могуле и серебряной медалисткой в параллельном могуле.
8 января 2025 года Анастасия победила на юниорском чемпионате мира в Алматы в параллельном могуле (также стала на этом чемпионате серебряной призёркой в могуле). 14 января завоевала золотую медаль на Зимней Универсиаде 2025 в Турине с результатом 79,79 очков в финале, а 15 января стала обладательницей «золота» на Универсиаде в параллельном могуле, победив в финале соотечественницу Аяулым Амренову. Также в 2025 году Городко впервые выиграла две медали этапов взрослого Кубка мира.
На чемпионате мира-2025 среди взрослых выиграла бронзовую медаль в параллельном могуле. Это ее вторая награда мирового первенства среди взрослых в карьере.